# 센테니얼 올림픽 스타디움
센티니얼 올림픽 스타디움(영어: Centennial Olympic Stadium)은 미국 조지아주 애틀란타에 있는 경기장이다. 1993년 기공식을 가졌으며 1996년 하계 올림픽 개막식에 앞서 준공되었다. 1996년 하계 올림픽 주경기장으로 사용되었으며 개막식과 육상 경기, 폐막식이 이 곳에서 열렸다. 올림픽과 패럴림픽이 끝난 이후부터 2017년까지는 야구 전용 경기장인 터너 필드로 사용되다가, 애틀란타 브레이브스가 신축 구장으로 이전한 후에는 조지아 주립 대학교에서 인수하여 미식축구 경기장(조지아 스테이트 스타디움)으로 사용하고 있다.